# تين أخضر
تين أخضر أو تين منقط (الاسم العلمي:Ficus virens) هو نوع من النباتات يتبع جنس التين من الفصيلة التوتية.